# 国際青年会議所

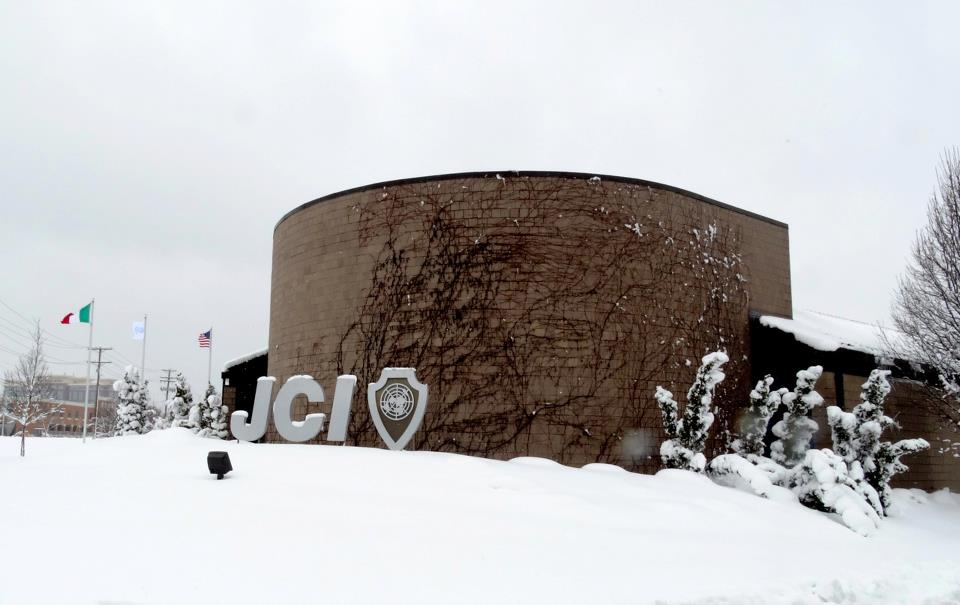
JCI世界本部

国際青年会議所（こくさいせいねんかいぎしょ、Junior Chamber International）は、青年の市民活動を推進する国際NGOである。
1944年セントルイスで設立され、現在の本部はチェスターフィールド。スローガンは Be Better（よりよくあれ）。
各国のNOM（National Organization Member、ノム）と呼ばれる国内青年会議所が加盟。日本国内の加盟団体は、日本青年会議所。